# درخت بید (مشهد)
درخت بید (مشهد)، روستایی از توابع بخش رضویه شهرستان مشهد در استان خراسان رضوی ایران است.

## جمعیت
این روستا در دهستان پایین ولایت قرار دارد و بر اساس سرشماری مرکز آمار ایران در سال ۱۳۸۵، جمعیت آن ۱۷۶ نفر (۳۹خانوار) بوده‌است.